# Archiwum Burzowego Światła
Archiwum Burzowego Światła (ang. The Stormlight Archive) – seria powieści z gatunku fantasy autorstwa amerykańskiego pisarza, Brandona Sandersona.
Pierwsza część serii, Droga królów (ang. The Way of Kings), trafiła do sprzedaży w Stanach Zjednoczonych 31 sierpnia 2010, w Polsce ukazała się 30 kwietnia 2014. Drugi tom, Słowa światłości (ang. Words of Radiance) został wydany w USA 4 marca 2014, w Polsce zaś 3 grudnia tego samego roku.  Kolejne tomy: Dawca przysięgi (Oathbringer), Rytm wojny (Rythm of War) i Wiatr i prawda (Wind and Truth) wydano odpowiednio w 2017, 2020 i 2024 roku. Planowana jest jeszcze druga, również pięciotomowa, seria Archiwum Burzowego Światła.

## Historia powstawania serii
W okresie od czerwca do sierpnia 2010 roku, wydawnictwo Tor Books opublikowało fragmenty rozdziałów Drogi królów na swojej oficjalnej stronie. W pierwszym tygodniu po wydaniu Droga królów trafiła na siódme miejsce listy bestsellerów New York Timesa, i utrzymała się na niej przez miesiąc. W kolejnych tygodniach zajmowała miejsca 11, 20 i 25.
W październiku 2010, Brandon Sanderson stwierdził, że druga część serii ma ukazać się w 2012, około dwa lata po wydaniu pierwszego tomu, zaś trzecia rok później. Jednakże, po ukończeniu pierwszego szkicu Pamięci światłości (ang. A Memory of Light), ostatniej powieści z cyklu Koło Czasu, Sanderson przesunął datę wydania kolejnego tomu na 2014 rok. Druga książka początkowo nosiła tytuł Arcyksiążę wojny (ang. Highprince of War) i miała skupiać się na arcyksięciu Dalinarze, ostatecznie jednak Brandon Sanderson zdecydował się poświęcić ją Shallan, początkowo nazywając ją The Book of Endless Pages.
Trzeci tom, Dawca przysięgi (ang. Oathbringer), wydany w 2017 roku, skupia się zwłaszcza na życiu Dalinara.

## Książki w serii

### Powieści
| # | Tytuł                                | Rozdziały | Data wydania      | Polska data publikacji | Retrospekcje postaci |
| - | ------------------------------------ | --------- | ----------------- | ---------------------- | -------------------- |
| 1 | Droga królów (The Way of Kings)      | 75        | 31 sierpnia 2010  | 30 kwietnia 2014       | Kaladina             |
| 2 | Słowa światłości (Words of Radiance) | 89        | 4 marca 2014      | 3 grudnia 2014         | Shallan              |
| 3 | Dawca przysięgi (Oathbringer)        | 122       | 14 listopada 2017 | 2018 (w 2 tomach)      | Dalinara             |
| 4 | Rytm wojny (Rythm of War)            | 117       | 17 listopada 2020 | 2021 (w 2 tomach)      | Eshonai i Venli      |
| 5 | Wiatr i prawda (Wind and Truth)      | 147       | 6 grudnia 2024    | 2025 (w 2 tomach)      | Szetha               |

### Nowele
- Tancerka krawędzi, 2017 (Edgedancer, 2016)
- Odprysk świtu, 2021 (Dawnshard, 2020)

## Świat przedstawiony

### Roshar
Roshar to planeta na której rozgrywa się akcja serii, będąca częścią cosmere – większego uniwersum, w którym osadzona jest także fabuła wielu innych książek Sandersona. Rozciąga się na niej pojedynczy superkontynent, także zwany Rosharem, przez który nieregularnie przetaczają się potężne arcyburze (highstorms), przypominające linie szkwału, lecz mające przy tym magiczną naturę. Nie pozwalają one na powstanie gleby i zabijają istoty, które nie mogą się schować lub przetrwać nawałnicy na otwartej przestrzeni. W związku z tym, lokalna fauna to głównie skorupiaki, a trawa drąży korzeniami skałę i chowa się w niej, gdy wyczuwa wstrząsy.
Ludzie zamieszkujący Roshar stworzyli szereg państw, m.in. feudalne Alethkar i Jah Keved. Poza nimi żyje tam także gatunek autochtonicznych humanoidów zwanych Parszmenami, którzy przez wieki służyli ludziom jako niewolnicy.

### Magia
W świecie tym istnieje magiczna energia – tytułowe Burzowe Światło (Stormlight), lecz jej użytkowanie jest mocno ograniczone. Arcyburze nasycają nim  kule (szklane kulki z klejnotem w środku, używane jako waluty), dzięki czemu można je wykorzystać choćby jako oświetlenie.
Burzowe Światło można wykorzystać do uzyskania licznych magicznych efektów, lecz potrzeba do tego pomocy magicznych istot zwanych sprenami. Pomniejsze spreny można zmusić do pomocy, schwytawszy je wcześniej w kule, za pomocą urządzeń zwanych fabrialami. Ludzie przed wiekami porzucili współpracę z potężniejszymi, inteligentnymi sprenami, co uniemożliwiło korzystanie z tzw. Wiązania Mocy (Surgebinding) – szeregu potężnych zdolności, które tylko częściowo można zastąpić korzystaniem z fabriali.

### Świetliści Rycerze
Świetliści Rycerze (Knights Radiant) to Mocowiązcy (Surgebinders) zgromadzeni w dziesięciu zakonach, tworzących razem pradawną organizację, która upadła przed wiekami, lecz w trakcie fabuły cyklu zostaje stopniowo odbudowana.
Zakony Świetlistych Rycerzy to:
- Wiatrowi (Windrunners), którzy mogą m.in. magicznie łączyć przedmioty, chodzić po ścianach, czy nawet wzbić się w niebo i podróżować drogą powietrzną;
- Niebiańscy (Skybreakers), którzy mają podobne zdolności co Wiatrowi, lecz zamiast łączyć przedmioty, mogą je niszczyć;
- Wyzwalacze (Releasers), specjalizujący się w niszczeniu i kształtowaniu przedmiotów;
- Tancerze Krawędzi (Edgedancers), mogą m.in. ślizgać się po ziemi jak po lodzie i leczyć innych;
- Widzący Prawdę (Truthwatchers), potrafiący tworzyć iluzje i leczyć innych;
- Tkacze Światła (Lightweavers), specjalizujący się w iluzjach i mogący przemieniać jedną substancję w inną;
- Przenosiciele (Elsecallers), specjalizujący się w transmutacji substancji i mogący swobodnie przenosić się do Cieniomorza (Shadesmar);
- Kształtujący (Willshapers), potrafiący przenosić się do Cieniomorza i kształtować kamień;
- Strażnicy Skał (Stonewards), potrafiący kształtować kamień i zmieniać twardość przedmiotów;
- Kowale Więzi (Bondsmiths), mocowiązcy mogący łączyć zarówno przedmioty, jak i ludzi, z których każdy jest związany z jednym z trzech najpotężniejszych sprenów.

## Nagrody
Archiwum Burzowego Światła było nominowane do Nagrody Hugo dla najlepszej serii powieści. Droga królów i Słowa światłości były nominowane do nagrody Locusa dla najlepszej powieści fantasy i zdobyły nagrodę Gemmella.

## Adaptacje
Wszystkie tomy wydano również w postaci audiobooków. W 2018 roku wydano grę VR The Way of Kings: Escape the Shattered Plains firmy Arcturus VR.